# Scheedhaff
Scheedhaff , ou parfois Scheidhof, est une localité de la commune luxembourgeoise de Luxembourg située dans le canton de Luxembourg.
Située dans le quartier de Hamm, la localité possède, outre quelques maisons et des vestiges d'une ferme, d'une zone industrielle.